# Bretignolles
Bretignolles település Franciaországban, Deux-Sèvres megyében. Lakosainak száma 596 fő (2022. január 1.). Bretignolles Bressuire, Cirières, Nueil-les-Aubiers, Le Pin és Voulmentin községekkel határos.

## Népesség
A település népességének változása:
| Lakosok száma | 643  | 624  | 629  | 600  | 592  | 589  | 591  | 594  | 596  |
|               | 2013 | 2015 | 2016 | 2017 | 2018 | 2019 | 2020 | 2021 | 2022 |